# Sticholeia dolichostyla
Sticholeia dolichostyla är en tvåvingeart som beskrevs av Soli 1996. Sticholeia dolichostyla ingår i släktet Sticholeia och familjen svampmyggor. Inga underarter finns listade i Catalogue of Life.